# Dreams are ten a penny
(Jenny Jenny) Dreams are ten a penny is een single van Kincade. Het is afkomstig van hun eerste album met de groepsnaam als titel.
John Carter is een pseudoniem van John Nicholas Shakespeare, Gillian was zijn vrouw. In het buitenland verscheen de single via het platenlabel Penny Farthing van Larry Page, onder andere van The Kinks. Ten tijde van het uitbrengen van de single bestond Kincade eigenlijk nog niet. Het was een privé-onderneming van John Carter. Toen de single een groot succes in Duitsland bleek (plaats nummer 2 in 29 weken hitparade) moest er een band uit de grond gestampt worden. Carter wilde niet toeren en zo werd John Knowles, die later zijn artiesten naam wijzigde in John Kincade, de zanger.

## Hitnotering
Het werd noch in Engeland noch in België een hit.

### Nederlandse Top 40
| Positie: | 29 | 15 | 14 | 22 | 34 | uit |

### NederlandseDaverende 30
| Positie: | 20 | 18 | 28 | uit |

### NPO Radio 2 Top 2000
Dreams are ten a penny stond alleen in 2000 in de NPO Radio 2 Top 2000, op plek 1961.